# Облога Діігського форту
Оса́да Діі́гського фо́рту відбувалася протягом 11-24 грудня 1804 року, відбувалася біля міста Дііг (сучасний округ Бхаратпур, штат Раджастхан), є частиною Другої англо-маратхської війни. Протягом цього часу сили Британської Ост-Індійської компанії успішно відбивали атаки маратхських сил на форт Дііг.
Осаду навколо форту маратхи почали 20 листопада, активні дії почалися 11 грудня, 13-го відбувся артилерійський обстріл. В ніч на 23 грудня відбувся напад з трьох сторін. 24 грудня маратхські сили відступили. Втрати серед британців склали 227 чоловік.